# آنتیاک، شهرستان دلتا، تگزاس
آنتیاک (به انگلیسی: Antioch) یک منطقهٔ مسکونی در ایالات متحده آمریکا است که در شهرستان دلتا، تگزاس واقع شده‌است. آنتیاک ۲۵ نفر جمعیت دارد و ۱۵۷ متر بالاتر از سطح دریا قرار دارد.